# Aligarh
Pronunciação
Aligarh é uma cidade do estado de Uttar Pradesh, na Índia. Localiza-se no norte do país, perto de Agra. Tem cerca de 707 mil habitantes. Foi conquistada pelos britânicos em 1803.

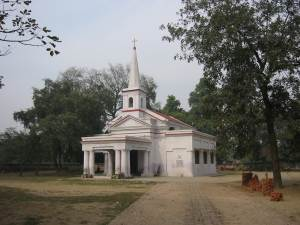
Igreja em Aligarh.